# Jefferson megye (Alabama)
Jefferson megye az Amerikai Egyesült Államokban, azon belül Alabama államban található. Alabama észak-középső részén található Jefferson megyében laknak a legtöbben az állam megyéi közül. Itt ment végbe az alabamai ipari forradalom  a tizenkilencedik és a huszadik század elején, és a polgárjogi mozgalom számos fontos pillanatának helyszíne volt. Ma a megye üzleti központ. Számos szabadtéri parknak és egyéb létesítménynek, előadótereknek, valamint a történelem, a tudomány és a művészet legjobb múzeumainak ad otthont. Jefferson megyét egy választott öttagú bizottság irányítja, és 36 bejegyzett közösséget foglal magában, köztük Birmingham megyeszékhelyét. Megyeszékhelye és legnagyobb városa Birmingham. Lakosainak száma 674 721 fő (2020. április 1.). Jefferson megye Tuscaloosa, Bibb, Blount, Walker, St. Clair és Shelby megyékkel határos.

## Története
Jefferson megyét 1819. december 13-án alapították. Az a terület ahol a mai Jefferson megye található eredetileg a Mississippi Terület Monroe megyéjének része volt,amelyet az 1814-es Fort Jackson-i szerződésben a Creek indiánoktól szereztek meg. 1816-ban Blount megyének nevezték el, mielőtt Jefferson megyévé vált. A megyét Thomas Jefferson amerikai elnök tiszteletére nevezték el. Az első telepesek nagyrészt angol származásúak voltak Carolinából, Tennessee-ből és Georgiából.
A megye első megyeszékhelye Carollsville volt 1819 és 1821 között. Az első bírósági épület egy egyszerű rönk épület volt amely mára már megsemmisült. A következő megyeszékhely Elyton volt egészen 1877-ig. Ezután lett a megyeszékhely Birmingham.
Birmingham első bírósága egy kétszintes téglaépület volt, ezt követte az 1880-as évek végén épült háromszintes tégla bíróság. A háromszintes építményt 1931-ig használták, ekkor épült fel az új gránit és mészkő bírósági épület. 1964-ben a megye egy új szárnnyal bővítette az északi oldalt. A bíróság nyugati oldalán látható domborművek Jefferson megye történetét ábrázolják.
A tizenkilencedik század közepén és végén Birmingham Alabama vezető ipari városává vált. Többek között a Pratt Coal and Coke Company, a Sloss Furnace Company és a Tennessee Coal, Iron and Railroad Company cégek által feldolgozott acél , szén és vasérc , amelyek számos más iparágban is előmozdították a termelést. 1915-re a Tombigbee és a Warrior folyókra épített zsilip- és gátrendszer tovább lendítette a gazdasági fejlődést. Az 1950-es évek végétől az 1970-es évek elejéig Birmingham jelentős szerepet játszott a polgárjogi mozgalomban, és ma is fontos ipari központ, valamint az orvosi kutatás, a banki és a biztosítási szektor jelentős gazdasági ágazatainak otthona.

## Népesség
A 2020-as népszámlálási becslések szerint Jefferson megye lakossága 674 721 fő volt. A következő eloszlás szerint.
| Rassz            | lélekszám | százalék | rangsor az állam 67 megyéje közül |
| ---------------- | --------- | -------- | --------------------------------- |
| Teljes           | 674721 fő | 12,4     | 1                                 |
| Fehér            | 324252 fő | 48,1     | 54                                |
| Afroamerikai     | 280112 fő | 41,5     | 18                                |
| Spanyol          | 34856 fő  | 5,2      | 18                                |
| több rasszú      | 18974 fő  | 2,8      | 44                                |
| Ázsiai           | 13043 fő  | 1,9      | 6                                 |
| Őslakos és egyéb | 3484 fő   | 0,5      | 42                                |

Birmingham megyeszékhelye Jefferson megye legnagyobb városa, becsült lakossága 210 928 fő.
 További jelentős települések közé tartozik Hoover , Bessemer , Homewood , Cardiff és Mountain Brook . 
A háztartások medián jövedelme Jefferson megyében 55 088 dollár volt, szemben az állam egészének 52 035 dollárjával, az egy főre jutó jövedelem pedig 33 343 dollár volt, szemben az állam egészének 28 934 dollárjával.
A megye népességének változása:
| Lakosok száma | 658 514 | 657 998 | 658 327 | 659 479 | 660 367 | 674 721 |
|               | 2010    | 2011    | 2012    | 2013    | 2015    | 2020    |

## Gazdaság
Egészen a huszadik századig a mezőgazdaság volt az uralkodó foglalkozás Jefferson megyében. A gyapot volt a fő mezőgazdasági termék egészen a huszadik század elejéig, amikor is a gazdálkodók kukoricára, búzára, földimogyoróra , szójababra és zöldségek termelésére tértek át. A korai telepesek is kihasználták a terület bőséges ásványlelőhelyeit , különösen a vasércet és a szenet. A vastermelés a tizenkilencedik század során növekedett, és Jefferson megye a polgárháborúban a Konföderációs Hadsereg fő szénszállítójává vált . 1865-re a megye a déli államok egyik legnagyobb vas- és acélszállítójává vált, Alabama állam több vasat szállított a Konföderációnak, mint a többi déli állam együttvéve. A háborút követően a megye rengeteg időt és pénzt költött Jefferson megye közlekedési rendszerének, különösen a vasútvonalainak fejlesztésére , aminek eredményeként a vas- és acélipar mind a mai napig fontos a megyében. A textilgyárak is részesültek a jobb közlekedésből, és a XX. századig a megye gazdaságának fontos elemei maradtak. A huszadik század közepére Jefferson megye is profitált az egészségügyi ágazat felfutásából, és a huszonegyedik század fordulójára az állam vezetőjévé vált.

## Foglalkoztatás
A 2020-as népszámlálási becslések szerint Jefferson megyében a munkaerő a következő ipari kategóriák között oszlik meg:
- Oktatási szolgáltatások, valamint egészségügyi és szociális segélyek (25,7 százalék)
- Kiskereskedelem (10,9 százalék)
- Szakmai, tudományos, gazdálkodási, valamint adminisztratív és hulladékgazdálkodási szolgáltatások (10,6 százalék)
- Művészetek, szórakoztatás, rekreáció, valamint szállás- és étkezési szolgáltatások (9,0 százalék)
- Gyártás (9,0 százalék)
- Pénzügy és biztosítás, valamint ingatlan, bérbeadás és lízing (8,7 százalék)
- Szállítás és raktározás, valamint közművek (5,7 százalék)
- Építőipar (5,3 százalék)
- Egyéb szolgáltatások, kivéve a közigazgatást (5,3 százalék)
- Közigazgatás (4,3 százalék)
- Nagykereskedelem (2,7 százalék)
- Információ (2,2 százalék)
- Mezőgazdaság, erdőgazdálkodás , halászat és vadászat , valamint kitermelő (0,6 százalék)

## Oktatás
A Jefferson megyében 57 iskola található.Továbbá a megye jelntősebb városaiban további 81 iskola van. Több felsőoktatási intézmény is található a megyében az Alabama Egyetem és a Lawson State és a Jefferson State Community College. Magánintézmények a Samford Egyetem , a Birmingham-Southern College , az egykori Southeastern Bible College (jelenleg a Carolina Egyetem része, birminghami kampusszal), valamint a HBCU Birmingham-Easonian Baptist Bible College és Miles College .

## Földrajz
Az állam észak-középső részén, az Appalache-hegység déli végén található Jefferson megye a Cumberland-fennsíkon , valamint a Tennessee Valley és Ridge région belül helyezkedik el . A megye 2911 négyzetkilométer területű, amelyek vas-, szén- és mészkőlelőhelyek felett fekszenek.
A Black Warrior és a Cahaba folyó a megye két jelentős folyója. A Shades Creek, a Little Shades Creek és a Patton Creek a Cahaba folyóba ömlik, míg a Valley Creek és a Village Creek a Black Warrior folyóba. Számos kisebb mellékfolyó csatlakozik ezekbe a nagyobb mellékfolyókba, festői kilátást és kikapcsolódási lehetőséget kínálva. Az I 65-ös autópálya észak-déli irányban halad Birminghamen keresztül, az I 59 és I 20 délnyugat-északkelet irányú, a 78-as főút pedig északnyugat-délkelet irányú. A Birminghamben található Birmingham-Shuttlesworth nemzetközi repülőtér belföldi és nemzetközi szolgáltatásokat nyújt a légi utazók számára. A megyében 13 magánrepülőtér és három önkormányzati repülőtér található .

## Események és látnivalók
Jefferson megye számos kikapcsolódási lehetőséget kínál. A Ruffner-hegy több mint 1000 hektáros természetvédelmi terület. A rezervátum látogatói túrázhatnak a különféle geológiai képződményeken áthaladó ösvényeken . Az Oak Mountain State Parkban található Alabama Wildlife Center a legnagyobb vadon élő állatok rehabilitációs központja Alabama államban. A Redmont Park szomszédságában található Birmingham Botanical Gardens 67 hektáros tematikus kertekkel és erdős ösvényekkel rendelkezik. A parkban található a 122 hektáros birminghami állatkert is.
A szabadtéri kikapcsolódási lehetőségek mellett Jefferson megye számos történelmi látnivalóval is rendelkezik. A West Jefferson Pioneer Homes lehetőséget kínál a látogatóknak, hogy bejárjanak három épületet, amelyek a tizenkilencedik század elejéről származnak. A birminghami Sixteenth Street Baptist Church 1874-ből származik, és itt történt az 1963-as robbantás, amelyben négy fiatal afroamerikai lány meghalt.

 A Sloss Furnaces National Historic Landmark egy 32 hektáros nagyolvasztót és gyárat foglal magába, amely több mint 100 évig vasat és acélt gyártott. Az oldal nyitva áll a látogatók előtt, és egy ipari múzeumnak és fémművészeti központnak ad otthont.

 A Vulkán istenség 56 méteres szobrát , amely a Vörös-hegy tetején áll, az 1900-as évek elején építette Giuseppe Moretti szobrász , hogy szimbolizálja Birmingham ipari központként való fontosságát.

 Jefferson megye számos történelmi negyednek is otthont ad, nevezetes otthonokkal és épületekkel, köztük a birminghami Five Points Southern Historic District és a Downtown Bessemer National Historic District.
A Jefferson megyébe látogatók rengeteg múzeumot találnak. A történelmi Kelly Ingram Parkkal szemben található Birmingham Civil Rights Institute, a Birminghami Művészeti Múzeum az Egyesült Államok délkeleti részének legnagyobb önkormányzati múzeuma. Több mint 24 000 tárgyat tartalmaz az ókortól a modern időkig. A Bessemer Történeti Csarnok egy felújított vasúti terminálban található, és műtárgyakat, dokumentumokat, fényképeket, valamint tizenkilencedik századi bútorokat és mezőgazdasági eszközöket tartalmaz.

 A birminghami Alabama Jazz Hall of Fame az Alabamához kötődő dzsesszzenészek előtt tiszteleg, mint például Erskine Hawkins és Lionel Hampton , az Alabama Sports Hall of Fame Múzeum